# Callicore cyclops
Espèce
Callicore cyclops est une espèce de lépidoptères (papillons) de la famille des Nymphalidae et de la sous-famille des Biblidinae et du genre Callicore.

## Dénomination
Callicore cyclops a été décrit par Otto Staudinger en 1891 sous le nom initial de Catagramma cyclops.

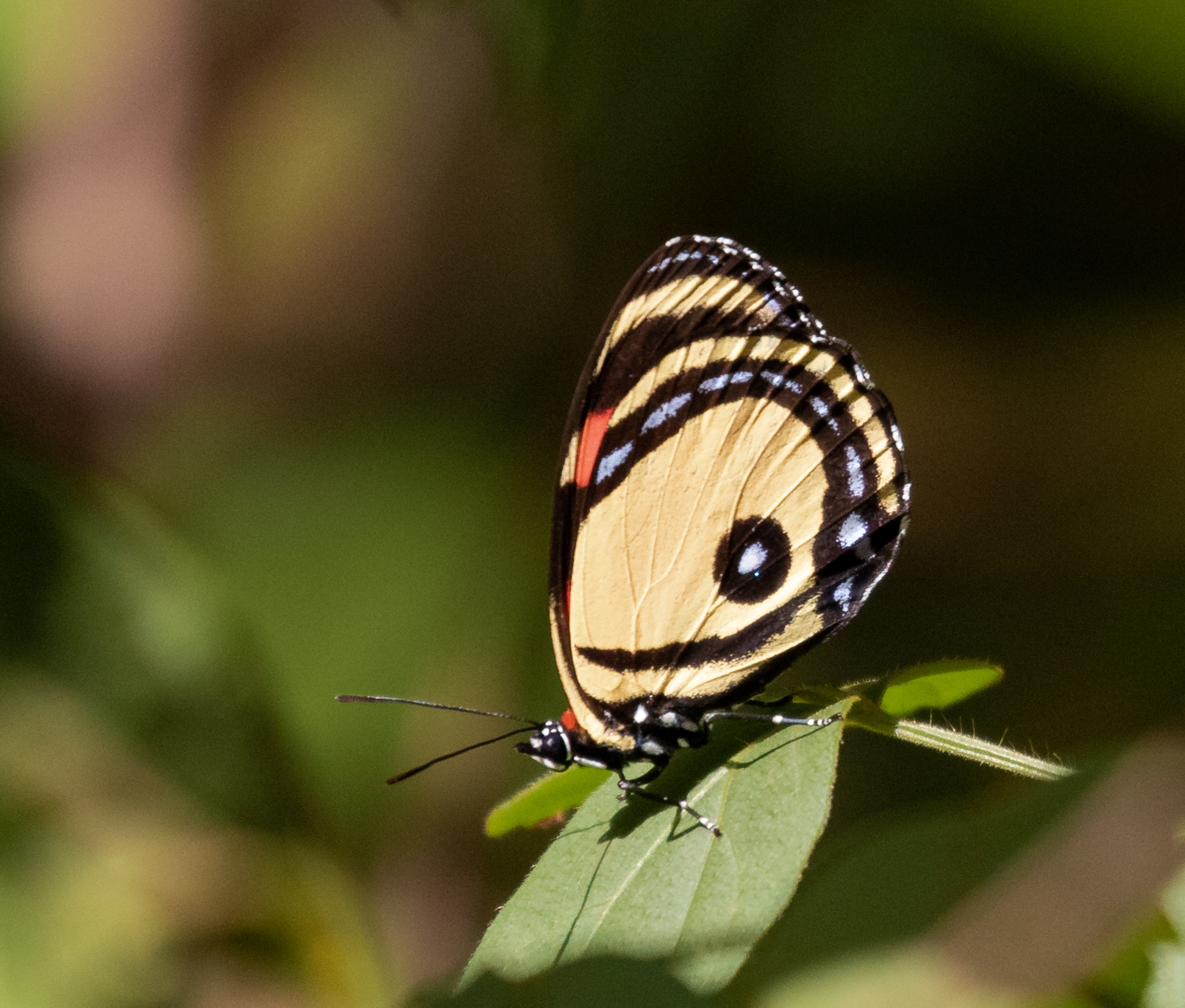

## Écologie et distribution
Callicore cyclops est présent au Brésil.